# Otto Werner (Architekt)
Wilhelm Otto Werner (* 7. September 1885 in Wriezen; † 16. Oktober 1954 in Lahr/Schwarzwald) war ein deutscher Architekt, der in der ersten Hälfte des 20. Jahrhunderts in Berlin und den Ländern Preußen und Mecklenburg Bauten für die Eisenbahn, später Gebäude für Kinovorführungen, Wohnhäuser sowie Gemeindehäuser für Kirchengemeinden errichten konnte. Die heute noch in Berlin vorhandenen Bauten wie das Filmtheater am Friedrichshain oder das Gemeindehaus der Immanuelkirche in Berlin-Prenzlauer Berg stehen unter Denkmalschutz.

## Leben und Ausbildung
Otto Werner war der Sohn des Schneidermeisters Heinrich Eduard Werner und seiner Frau Auguste Marie Luise Werner. Von 1892 bis 1900 besuchte Otto die Knaben-Bürgerschule in Wriezen. Anschließend lernte er Maurer und Zimmermann. Im Jahr 1904 bildete er sich an den Baugewerkschulen in Magdeburg und Berlin einige Semester weiter und studierte dann sechs Semester Architektur an der Königlichen Akademie der Künste in Berlin-Charlottenburg. Hier war Otto Werner drei Jahre Meisterschüler bei Franz Heinrich Schwechten. In dieser Zeit fertigte er die Ausführungszeichnungen einiger Entwürfe wie das Landschaftsgebäude in Posen oder das königliche Residenzschloss im gleichen Ort an. Nach Beendigung seines Studiums arbeitete Werner kurzzeitig in verschiedenen Architekturbüros in Berlin. Für seinen weiteren Werdegang erwiesen sich nach seiner späteren eigenen Einschätzung die Architekten Paul Baumgarten und Heinrich Schweitzer als ausschlaggebend. Am 1. Dezember 1910 erhielt Werner eine Anstellung in der Bauverwaltung der Preußischen Staatseisenbahnen. Er führte Entwürfe und Einzelzeichnungen für „Empfangsgebäude, Wohn- und Siedlungsbauten und andere im Eisenbahnbetrieb vorkommende Hochbauten“ aus. Ab 1922 machte sich Otto Werner mit einem eigenen Büro am Potsdamer Platz in Berlin selbstständig.
Auch während der Zeit des Nationalsozialismus konnte Werner weiter in seinem Beruf arbeiten, musste dafür jedoch Mitglied in der Reichskulturkammer und ab 1937 in der NSDAP werden. Später ausgewertete Dokumente belegen, dass Otto Werner dem NS-Regime jedoch keinesfalls nahestand. Gegen Ende des Zweiten Weltkriegs waren alle Gebäude am Potsdamer Platz vernichtet und Werner bezog ein neues Atelier in Berlin-Steglitz. Im letzten Kriegsjahr leitete er im Auftrag des Berliner Magistrats die Räumarbeiten an beschädigten und zerstörten Häusern im Bezirk Schöneberg. Im Jahr 1951 beauftragte ihn das Bezirksamt Tiergarten mit der Erfassung von Kriegsschäden an den Gebäuden. Danach ging Otto Werner nach Lahr im Nord-Schwarzwald im Bundesland Baden-Württemberg, wo er bis September 1954 Planungsaufgaben für die französische Luftwaffe ausführte. Dazu gehörten Werkpläne und Detailzeichnungen für Großblockwohnbauten, Offiziers-, Unteroffiziers- und Mannschaftskasinos und Kasernenbauten. Gleichzeitig eröffnete er zusammen mit seinem Sohn Horst 1953 das Architekturbüro Werner & Werner. Schwerpunkt ihrer gemeinsamen Tätigkeit waren der Entwurf und die Errichtung familienfreundlicher und preiswerter Siedlungs-Typenhäuser.
Am 23. September 1911 hatte Otto Werner seine Cousine Emma Werner geheiratet, mit der er die Tochter Elfriede (1913–1992) und den Sohn Horst (1920–1988) bekam. Elfriede Werner wurde eine erfolgreiche Innenarchitektin und arbeitete mit der Fotografin Lore Feininger, einer Tochter des berühmten Künstlers Lyonel Feininger, zusammen. Am 16. Oktober 1954 starb Otto Werner in Lahr und wurde dort auf dem Bergfriedhof beerdigt.

## Werk

### Bauten

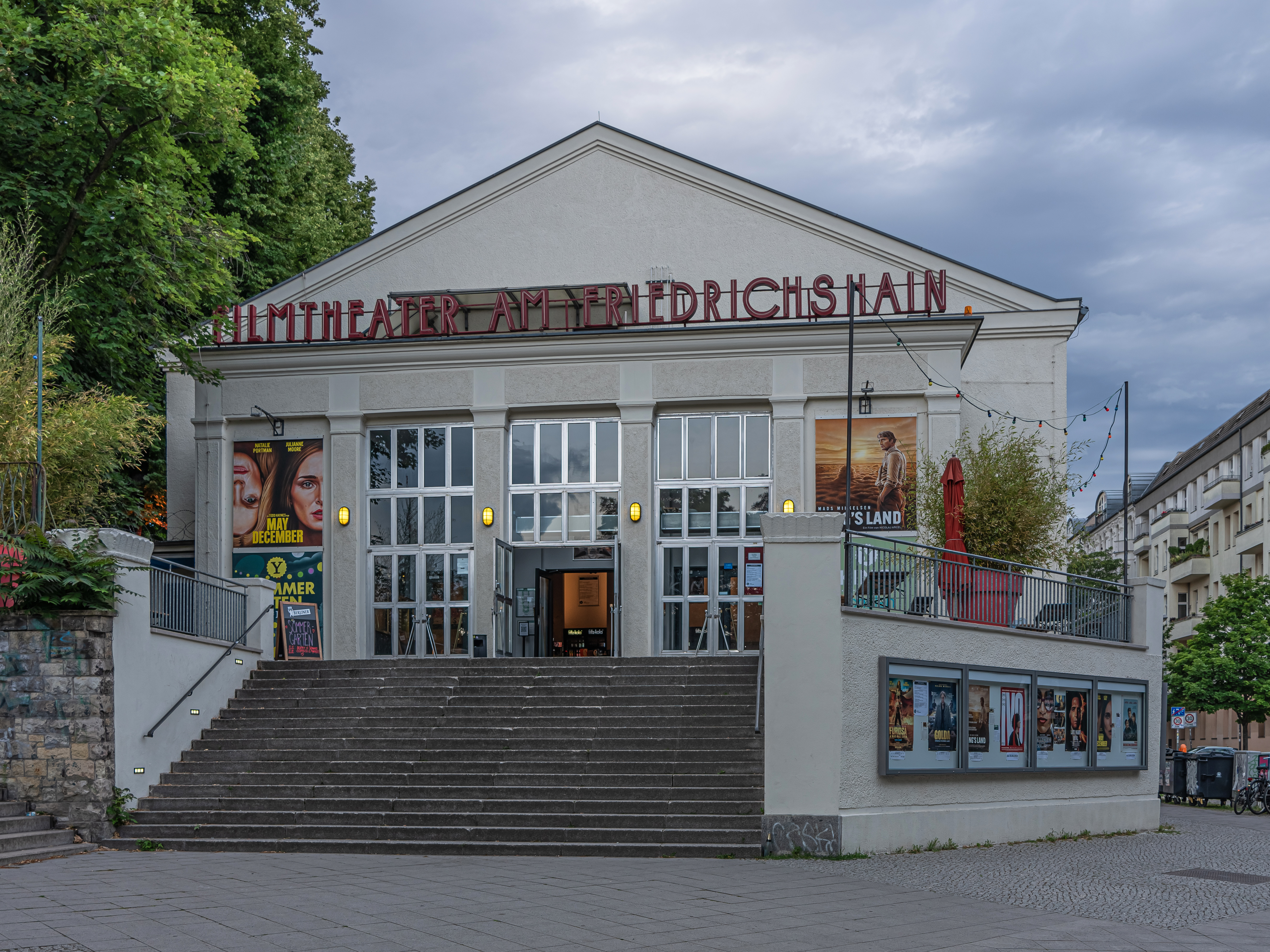
Filmtheater am Friedrichshain

- Zwischen 1910 und 1922: Bahnhofsgebäude Hermsdorf und Warschauer Straße, das Umformwerk Hermsdorf, das Verwaltungsgebäude, der Lokomotivschuppen und die Wagenreparaturwerkstatt Seddin, Bebauungsplan sowie Wohnhäuser der Siedlung Seddin
- 1924/1925: Filmtheater am Friedrichshain, als Olympia-Filmtheater eröffnet
- 1925: Filmtheater Lichtspiele Nikolsburger Platz in Berlin-Wilmersdorf, Landhausstraße 1 / Trautenaustraße 18 als Einbaukino mit ca. 300 Plätzen
- 1926: Lichtspieltheater Elysium in Berlin (zerstört)
- 1926–1928: Gemeindehaus der evangelischen Elias-Kirchgemeinde[1]
- 1927–1929: Gemeindehaus der evangelischen Immanuelkirche[2]
- Anfang der 1930er Jahre: eigenes Wohnhaus auf einem 1928 in Rangsdorf bei Berlin erworbenen Grundstück im Stil des Neuen Bauens
- 1935/1936: Wohnhausblock mit integriertem Gemeindehaus für die St.-Georgen-Kirchengemeinde im Berliner Stadtzentrum
- 1938: Kino Capitol (1938) in Stargard in Pommern (zerstört)
- Zwischen 1938 und 1941 Erweiterungsbauten für die Bücker Flugzeugbau GmbH in Rangsdorf
- bis 1939: Einfamilienhäuser wie das Landhaus Krüger oder das Haus Semmler und öffentliche Gebäude in Rangsdorf wie die gesamte Anlage des Rangsdorfer Strandbades
- 1939: Industriekomplex mit Verwaltungsgebäude und Direktionsvilla für die Firma Rohrleitungsbau Phoenix GmbH in der Attilastraße in Berlin-Tempelhof

Prinzipbeschreibung der Kinobauten im Stile Otto Werners
Die ersten drei "Filmtheater" plante und baute Otto Werner in der Hochzeit des Stummfilms in Berlin Ende der 1920er-Jahre. Weitere Architekten bauten in diesen Jahren ebenfalls Kinogebäude, so dass am Ende dieses Booms beinahe 400 Kinohäuser in Berlin existierten. Auftraggeber waren häufig große Brauereien, die mit diesen Kombinationsbauten Kinovorführung und Gastronomie verbanden. Otto Werner bevorzugte in seinen Entwürfen Elemente des italienischen Renaissancestils und des Expressionismus, mischte sie jedoch mit klassizistischer Tempelarchitektur. Die Fachwelt spricht von einer „Kinopalast-Architektur“, deren wesentliche Baubestandteile die Freitreppe, große kirchenähnliche Türen, die Vorhalle, das Foyer, der Zuschauerraum mit Rang, das Bühnenhaus sowie anschließende Requisiten- und Darstellerräume bilden. Die Schauseite der Gebäude wurde verziert mit Details wie Dreiecksgiebel mit eingefügten Akroterien, Pfeiler und Pilaster, Portikus und Flachdächern. Das Innere wurde in hellen Farbtönen gehalten, jeder Bereich jedoch in anderen Farbkombinationen angelegt: silber kontrastierte mit hellblau oder grün, braun mit Goldtönen. Mit kleinen architektonischen Schmuckelementen konnten die notwendigen und damals modernen Technikeinbauten wie Glühlampen, Lüftungsöffnungen, Heizungskörper, Leinwandaufzüge usw. kaschiert werden. Der Bühnenraum erhielt eine Kinoorgel. Werner ließ sich zwar vom klassischen Theaterbau inspirieren, ebnete mit seinen Bauten aber dem Lichtspieltheater den Weg zur selbstständigen Bauaufgabe.
Als der Tonfilm Ende der 1920er Jahre den Stummfilm schrittweise ersetzte, waren die meisten Lichtspieltheaterbauten bereits errichtet, so dass diese technische Neuerung keinen entscheidenden Einfluss mehr auf die Konstruktion der Gebäude nehmen konnte. Sie wurden in den Folgejahren jedoch häufig den technischen Anforderungen durch massive Umbauarbeiten angepasst.

### Schriften
- Flachdach oder Steildach. Kritische Betrachtung von Otto Werner, Architekt, Berlin-Steglitz. In: „Das Seebad“, 3. Jg., Heft 2, Berlin, 1. Februar 1931, S. 1